# Espinosa de los Monteros
Espinosa de los Monteros település Spanyolországban, Burgos tartományban. Espinosa de los Monteros Merindad de Montija, Merindad de Sotoscueva, Vega de Pas, San Roque de Riomiera és Soba községekkel határos. Lakosainak száma 1648 fő (2024).

## Népesség
A település népessége az utóbbi években az alábbiak szerint változott:
| Lakosok száma | 2097 | 2007 | 1951 | 2129 | 2075 | 1840 | 1782 | 1681 | 1674 | 1648 |
|               | 2001 | 2004 | 2006 | 2009 | 2011 | 2014 | 2016 | 2019 | 2021 | 2024 |